# صمويل ريتشاردسون
صمويل ريتشاردسون (بالإنجليزية: Samuel Richardson)‏ ـ (19 أغسطس 1689 ـ 4 يوليو 1761) هو كاتب وناشر إنجليزي، من أشهر أعماله ثلاث روايات رسائلية هي "باميلا، أو جزاء الفضيلة" (1740، بالإنجليزية: Pamela: Or, Virtue Rewarded) و"كلاريسا، أو تاريخ سيدة شابة" (1748، بالإنجليزية: Clarissa: Or the History of a Young Lady) و"تاريخ السير تشارلز غرانديسون (1753، بالإنجليزية: The History of Sir Charles Grandison). عمل ريتشاردسون معظم حياته في مجال الطباعة والنشر، وقام بطباعة حوالي 500 كتاب، إلى جانب صحف ومجلات.
توفيت زوجة ريتشاردسون الأولى وأبناؤهما الخمسة، فتزوج ثانية، ورغم أن بناته الأربع من زواجه الثاني عشن حتى البلوغ، إلا أنهن لم ينجبن وارثًا ذكرًا ليدير دار الطباعة، ومع هبوط نشاط مطبعة ريتشاردسون، كتب روايته الأولى وهو في الحادية والخمسين من عمره، ليصير واحدًا من أشهر كُتاب عصره وأكثرهم انتشارًا.
كان ريتشاردسون على صلة بعدد من رموز الأدب في إنجلترا في القرن الثامن عشر، ومنهم صمويل جونسون وسارة فيلدنغ، وكانت بينه وبين هنري فيلدنغ منافسة أدبية انعكست على أسلوبهما الأدبي في رواياتهما.
أدرجت روايته «باميلا» في دليل الكتب المحرمة (باللاتينية: Index Librorum Prohibitorum)، وهي قائمة بالكتب المحرم على الكاثوليك قراءتها.

## روابط خارجية
- صمويل ريتشاردسون على موقع IMDb (الإنجليزية)
- صمويل ريتشاردسون على موقع الموسوعة البريطانية (الإنجليزية)
- صمويل ريتشاردسون على موقع إن إن دي بي (الإنجليزية)